# Kaikoura District

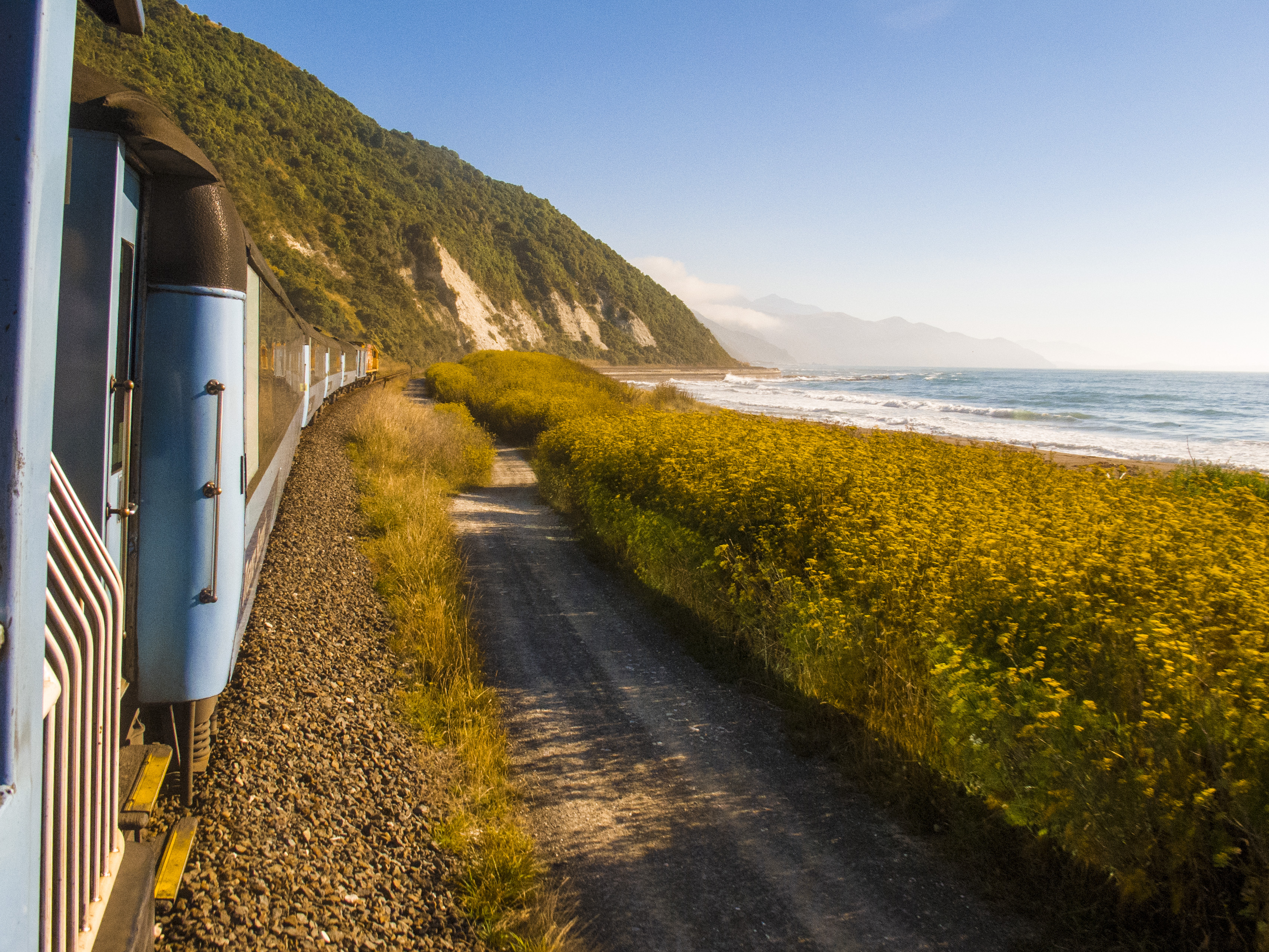
Fahrt mit dem Coastal Pacific entlang der Küste des Kaikoura District

Der Kaikoura District ist eine zur Region Canterbury gehörende Verwaltungseinheit in Neuseeland. Der Rat des Distrikts, Kaikoura District Council (Distriktrat) genannt, hat seinen Sitz in der Stadt Kaikoura, ebenso wie die Verwaltung des Distrikts.

## Geographie

### Geographische Lage
Der Kaikoura District verfügt über eine reine Landfläche von 2047 km² und ist damit der kleinste Distrikt der Region Canterbury. Zum Census im Jahr 2013 zählte der Distrikt 3552 Einwohner und ist 1,7 Einwohner pro km² der Distrikt mit der drittgeringsten Bevölkerungsdichte der Region.
Der Distrikt wird im Norden und Westen vom Marlborough District umschlossen und im Süden grenzt der Hurunui District an. Im Osten bildet eine rund 90 km lange Küstenlinie zum Pazifischen Ozean die natürliche Grenze.
Der gesamte Distrikt ist von einer Berglandschaft geprägt, in der die Seaward Kaikoura Range und zur Hälfte die Inland Kaikoura Range bestimmend sind. Höchster Berg im Distrikt ist der Manakau mit einer Höhe von 2608 m. Größter und wichtigster Fluss im Distrikt ist der Waiau Toa / Clarence River, der zwischen den Bergketten der Inland Kaikoura Range und der Seaward Kaikoura Range gut 32 km nordöstlich von Kaikoura in den Pazifischen Ozean mündet.
Der größte und einzige Ort über 1000 Einwohner ist Kaikoura mit 1971 Einwohnern.

### Klima
Durch den Einfluss der Bergen liegen die Niederschlag zwischen 800 und 1400 mm pro Jahr. Dementsprechend variieren die durchschnittlichen Tagestemperaturen im Sommer zwischen 16 °C und 22 °C je nach Höhenlage und im Winter entsprechend zwischen −2 °C und 4 °C. Die Sonnenscheindauer variiert um 2000 Stunden pro Jahr in den Gipfellagen reduziert auf rund 1700 Stunden.

## Bevölkerung

### Bevölkerungsentwicklung
Von den 3552 Einwohnern des Distrikts waren 2013 600 Einwohner Māori-stämmig (16,9 %). Damit lebten 0,1 % der Māori-Bevölkerung des Landes im Kaikoura District. Das durchschnittliche Einkommen in der Bevölkerung lag 2013 bei 26.400 NZ$, gegenüber 28.500 NZ$ im Landesdurchschnitt.

### Herkunft und Sprachen
Die Frage nach der Zugehörigkeit einer ethnischen Gruppe beantworteten in der Volkszählung 2013 87,7 % mit Europäer zu sein, 17,8 % gaben an, Māori-Wurzeln zu haben, 1,1 % kamen von den Inseln des pazifischen Raums und 2,3 % stammten aus Asien (Mehrfachnennungen waren möglich). 13,1 % der Bevölkerung gab an in Übersee geboren zu sein. 4,2 % der Bevölkerung sprachen Māori als zweithäufigste Sprache nach Englisch, unter den Māori 20,4 %.

## Politik

### Verwaltung
Der Kaikoura District ist nicht noch einmal in unterschiedliche Wards unterteilt, so wie wir es von anderen Distrikten Neuseelands her kennen. Die sieben Councillors (Ratsmitglieder), die des gesamten Distrikt vertreten, bilden zusammen mit dem Mayor (Bürgermeister) den Distrikt Council (Distriktrat) und werden alle drei Jahre neu gewählt.

## Wirtschaft
Der Distrikt, aber vor allem die Stadt Kaikoura profitiert von einer Art Ökotourismus. Besonders für das Whale Watching ist Kaikoura bekannt und beliebt. Um auch Touristen beherbergen zu können, wurde auf der Kaikoura Peninsula eine 180 Hektar große Zone eingerichtet. Neben der klassischen Landwirtschaft hat auch der Fischfang in der Region eine Bedeutung.

## Infrastruktur

### Straßenverkehr
Verkehrstechnisch angeschlossen ist der Distrikt durch den New Zealand State Highway 1, der von Süden kommend den Distrikt an der Küste entlang nach Norden durchquert.

### Schienenverkehr
Ebenfalls an der Küste entlang verläuft die Eisenbahnlinie des South Island Main Trunk Railway, der den Distrikt mit Invercargill, Dunedin und Christchurch im Süden und die nördlichen Landesteilen der Südinsel verbindet. Auf dieser Eisenbahnstrecke werden aber lediglich Güter transportiert.

### Flugverkehr
Ein kleiner Flughafen befindet sich rund 7 km südwestlich von Kaikoura.

## Erdbeben vom November 2016

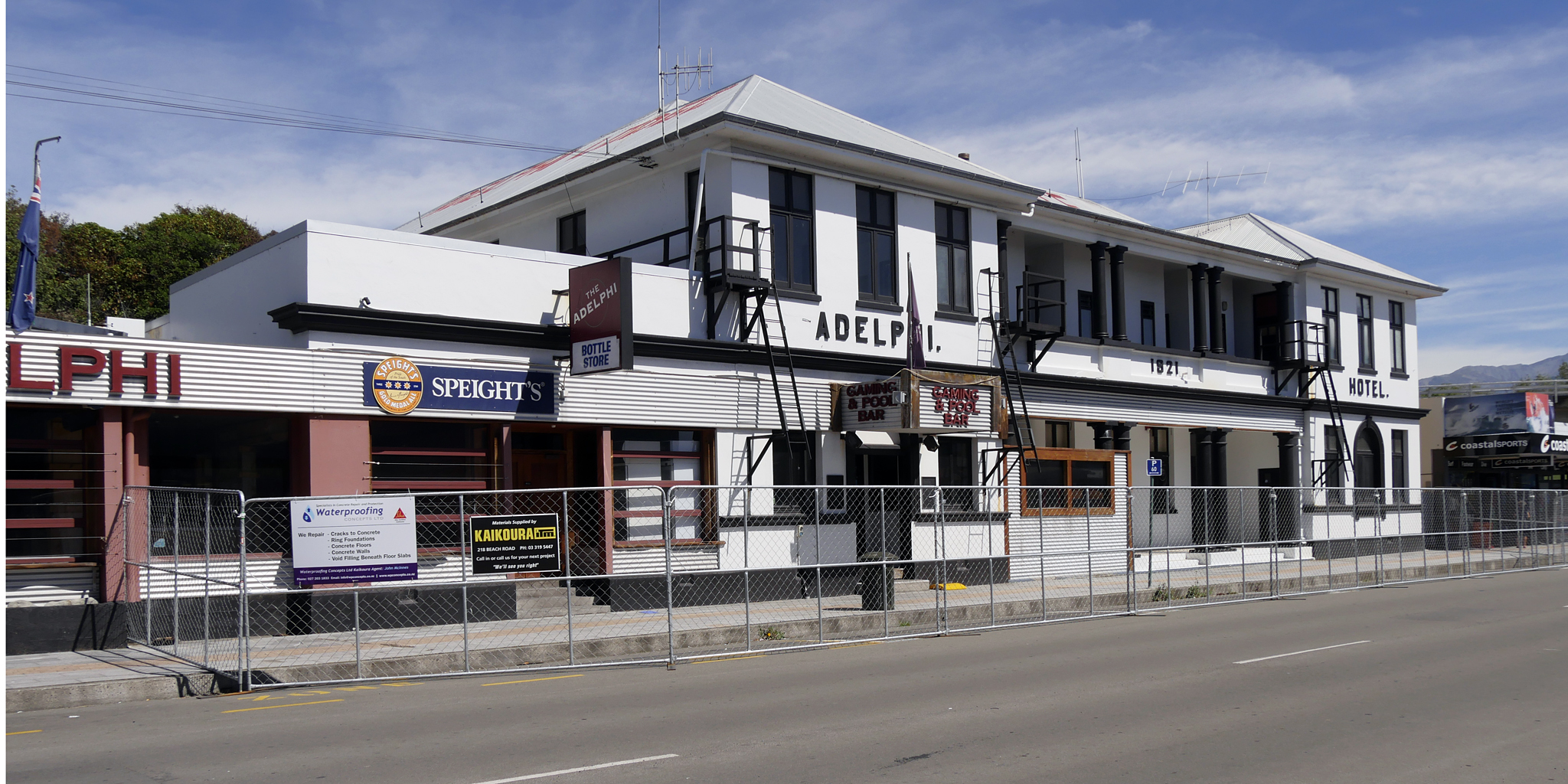
Adelphi Hotel im Februar 2017

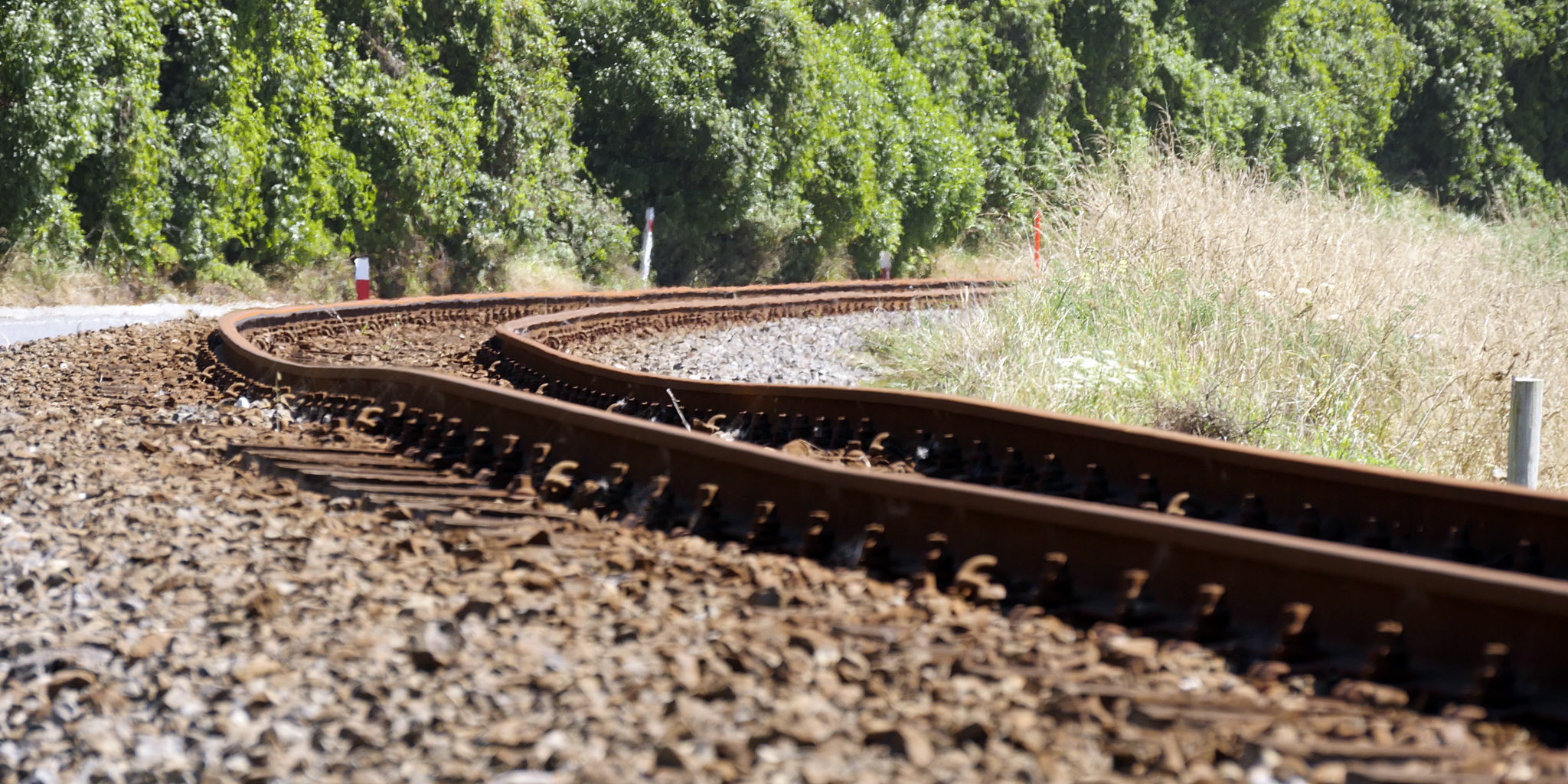
Eisenbahngleise nördlich von Kaikoura Stadt

Am 14. November 2016 zerstörte ein Erdbeben der Stärke 7,8, das sich vom Epizentrum 63 km südwestlich von Kaikoura über 150 km nach Norden ausbreitete und den Distrikt durchlief, große Teile der Infrastruktur des Distriktes. An zahlreichen Straßen brach die Fahrbahndecke auf oder Erdrutsche blockierten die Fahrbahn. Am schlimmsten betroffen war der State Highway 1 an der Küste nach Norden, der über Monate hin nicht befahrbar war. Auch Teile der Strecke nach Süden und Straßen ins Inland waren betroffen. Der Schienenverkehr kam wegen Schäden an der Trasse und durch Erdrutsche verursacht komplett zum Erliegen. Wann im Jahr 2017 die Streckenführung des South Island Main Trunk Railway wieder passierbar ist, konnte zu Anfang des Jahres noch nicht geklärt werden. Neben den Schäden an der Transportinfrastruktur waren auch zahlreiche Stromleitungen und Telefonleitungen von Unterbrechungen betroffen. Obwohl die meisten Häuser im Distrikt dem Erdbeben Stand gehalten hatten, führten aber strukturelle Schäden an einzelnen Gebäuden bis zu deren Beseitigung zur Schließung oder mussten abgerissen werden.